# 來來家居
來來家居（英語：Royal Home）於2008年開設首間旗艦店，位於幕拉士馬路來來集團大廈三樓，主要銷售家居用品，如︰傢俬、燈飾及窗簾。
來來家居與皇朝傢俬燈飾廣場、明豐燈飾廣場及Home+傢俬燈飾均隸屬於來來集團。

## 沿革
原本只經營超級市場業務的來來集團，於2008年起新增電器、傢俬及燈飾業務，開設來來電器廣場及來來家居，主要銷售對象為澳門人。
來來家居於2008年創立時，名稱為來來傢俬燈飾廣場，公司標誌與來來超級市場一樣，只是從標誌中「超級市場」字樣換成「傢俬燈飾廣場」。
2011年1月起，來來傢俬燈飾廣場正式易名為來來家居，並開始進行一連串改革，包括重新設計公司標誌、膠袋。

## 分店
至今，來來家居於澳門共有10間分店：
| 分店名稱                  | 地址                                   | 營業時間    |
| 來來家居旗艦店 - 慕拉士店 | 慕拉士大馬路181-183號來來集團大廈3樓   | 11:00-20:00 |
| 來來家居 - 保利達店       | 勞動節大馬路337-343號保利達花園地下P鋪 | 11:00-20:00 |
| 來來家居 - 氹仔店         | 氹仔佛山街142號金利達(利苑)地下L,K座   | 11:00-20:00 |
| 來來家居 – 越秀花園店     | 雅廉訪大馬路57A號越秀花園H室地下       | 11:00-20:00 |

| 分店名稱                             | 地址                               | 營業時間    |
| 海馬傢俬 -慕拉士大馬路店             | 慕拉士大馬路181-183號 地下         | 11:00-20:00 |
| 海馬傢俬 - 聯薪廣場店                | 沙梨頭新街24號聯薪廣場商鋪地下CN座 | 11:00-20:00 |
| 海馬傢俬 - 祐漢新村店                | 祐漢新村第六街50號牧丹樓地下       | 11:00-20:00 |
| 海馬傢俬 - 下環專櫃 (設於來來電器內) | 下環街45-B號伍氏大廈地庫A座        | 10:00-20:00 |

| 店舖名稱      | 地址                             | 營業時間    |
| Home+傢俬燈飾 | 長壽大馬路433號信達廣場第3座地下 | 11:00-20:00 |

| 店舖名稱     | 地址                                   | 營業時間    |
| 明豐傢俬燈飾 | 罅些喇街提督馬路39號祐適大廈地下A及1樓 | 11:00-20:00 |

## 繳費方式
來來家居全線分店均接受現金、中銀卡、VISA及MasterCard付款。

## 優惠
來來家居主要推銷策略有來來Jetso Day。

### 來來Jetso Day
來來Jetso Day(中文：來來著數日)為來來集團的促銷日，通常一年舉行2至3次，促銷期間全店大量貨品均有折扣優惠。根據過往紀錄，來來Jetso Day多於來來購物廣場(位於來來集團大廈)連同來來超級市場及來來電器廣場舉行。

## 備註
1. ↑  使用中銀卡、VISA或MasterCard付款均需受有關條款限制。